# Анаеробне дихання
Анаеробне дихання — окиснення молекул для отримання енергії за відсутності кисню. Ці процеси вимагають наявності іншого акцептора електронів замість кисню. Термін «анаеробне дихання» часто вживають рівнозначно термінам «бродіння» та «ферментація», особливо, коли мова йде про гліколітичний шлях у клітині. Проте, певні анаеробні прокаріоти виробляють всю свою АТФ за рахунок іншого процесу, використовуючи електронну транспортну систему і АТФ-синтез.
В анаеробних організмів замість кисню можуть використовуватися інші, зазвичай органічні, речовини як акцептори електрона. Анаеробне дихання, на відміну від аеробного, є процесом, за якого водень, відщеплений від органічної речовини, передається не на кисень, а на іншу органічну сполуку, що утворюється в цьому процесі. При анаеробному диханні виділяється значно менше енергії, ніж при аеробному, а тому для одержання такої ж кількості енергії анаеробні організми повинні витратити набагато більше глюкози порівняно з аеробами. Анаеробне дихання забезпечує існування організмів в умовах, де немає кисню. Анаероби дуже поширені у природі та живуть там, де не можуть жити аероби: у ґрунті, під водою, в кишковому тракті вищих тварин. Деякі анаероби є збудниками небезпечних захворювань людини (ботулізм, гострі кишкові інфекції та інші).

## Біохімія
Під час анаеробного дихання піруват може перетворюватися на різні сполуки. Стандартні приклади продуктів анаеробного дихання: етанол, молочна кислота й водень. Проте, продукти бродіння можуть бути і більш екзотичними, такими як ацетон.
Хоча на останньому етапі анаеробного дихання (перетворення пірувата на кінцеві продукти бродіння) не вивільняється енергія, він украй важливий для анаеробної клітини, оскільки на цьому етапі регенерується нікотинамід аденін динуклеотід (NAD+), який потрібний для гліколізу. Це важливо для нормальної клітинної діяльності, оскільки гліколіз є зазвичай єдиним джерелом АТФ в анаеробних умовах.
Продукти анаеробного дихання містять хімічну енергію (вони не повністю окиснені), але вважаються відходами, оскільки не можуть бути піддані подальшому метаболізму за відсутності кисню (або інших високо-окиснених акцепторів електронів). Внаслідок цього анаеробне отримання АТФ менш ефективне, ніж окиснювальне фосфорилування (коли піруват повністю окиснюється до двоокису вуглецю). У процесі анаеробного дихання з однієї молекули глюкози утворюється дві молекули АТФ (для порівняння, шляхом аеробного дихання утворюється близько 36 молекул). Проте, навіть у хребетних, анаеробне дихання використовується як ефективний засіб отримання енергії під час коротких періодів інтенсивної напруги (коли перенесення кисню до м'язів недостатнє для підтримки метаболізму аероба). Швидкість генерації АТФ приблизно в 100 разів більша, ніж під час окиснювального фосфорилування. Хоч анаеробне дихання допомагає під час коротких періодів інтенсивної напруги, воно не призначене для тривалого використання. Наприклад, у людей ферментація молочної кислоти надає енергію на термін від 30 секунд до 2 хвилин. Рівень pH у цитоплазмі швидко падає, коли в м'язах накопичується молочна кислота, зрештою стримуючи ферменти, що беруть участь в процесі гліколізу. 